# Gezelle Magerman
Gezelle Magerman (* 21. April 1997 in Darling) ist eine südafrikanische Hürdenläuferin, die sich auf die 400-Meter-Distanz spezialisiert hat.

## Sportliche Laufbahn
Erste internationale Erfahrungen sammelte Gezelle Magerman im Jahr 2014, als sie bei den Olympischen Jugendspielen in Nanjing in 57,91 s die Goldmedaille über 400 m Hürden gewann. Im Jahr darauf siegte sie in 59,41 s bei den Juniorenafrikameisterschaften in Addis Abeba und 2016 belegte sie bei den U20-Weltmeisterschaften in Durban in 59,08 s den sechsten Platz. Anschließend schied sie bei den U20-Weltmeisterschaften in Bydgoszcz mit 58,76 s im Halbfinale aus und verpasste mit der südafrikanischen 4-mal-100-Meter-Staffel mit 45,98 s den Finaleinzug. 2023 gelangte sie bei den World University Games in Chengdu mit 57,38 s auf den sechsten Platz im Hürdenlauf und belegte mit der 4-mal-400-Meter-Staffel in 3:35,47 min den vierten Platz.
2016 wurde Magerman südafrikanische Meisterin in der 4-mal-400-Meter-Staffel.

## Persönliche Bestzeiten
- 400 Meter: 53,81 s, 27. März 2021 in Pretoria
- 400 m Hürden: 55,91 s, 17. Juli 2021 in Mendrisio